# 간자르 프라노워

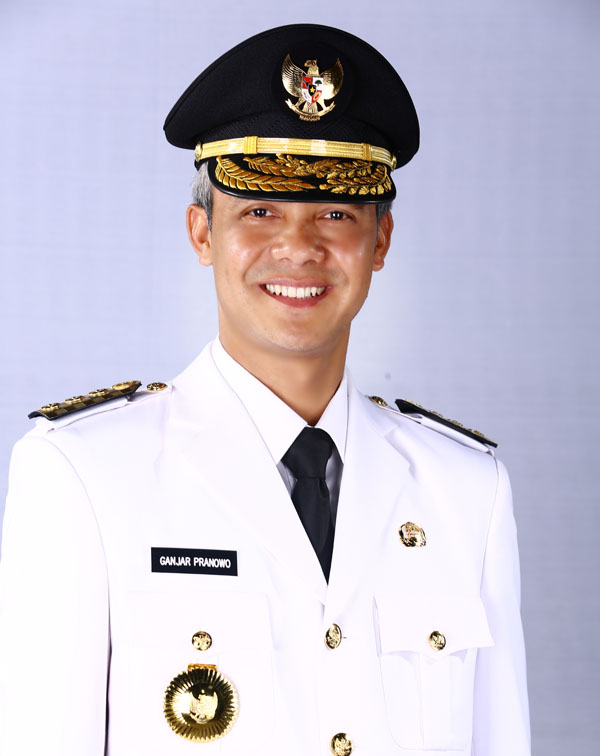

간자르 프라노워(인도네시아어: Ganjar Pranowo, 1968년 10월 28일 ~ )는 인도네시아의 정치인으로 전 중앙자와주지사이다. 그는 주정부 행정 개편을 추진하였으며, 오직박멸위원회가 전 테갈 시장을 구속한 이후 취임한 시장 대행에게 시의 관료주의 및 공무원 조직을 개혁할 것을 지시하기도 했다.
물론 임기 내내 논란이 없었던 것은 아니라서, 초기 2017년 1월 인도네시아 시멘트 그룹의 름방군 시멘트 공장 건설 허가를 취소했음에도 불구하고 3개월 후 본교인 가자 마다 대학교를 방문했다가 공장 건설을 반대하는 학생들의 시위를 직면하기도 했다.
또한 임기 중 과거 불법 행위에 연루되었다는 의혹을 받았으나, 본인은 이를 부인했다. 과거 국회의원 시절 제2위원회 부위원장이었는데, 이 때 전자주민등록증 부패 스캔들에 연루되었다는 혐의를 받았다. 이에 그는 자신의 결백을 주장했으며, 오직박멸위원회 측에 자신을 향한 증거를 제시해 줄 것을 요청하했다. 이후 오직박멸위원회는 2017년 10월 타 정치인들과 함께 그를 소환했다.
2018년 주지사 선거에서 재선에 성공했다.

## 역대 선거 결과
| 선거명      | 직책명              | 대수 | 정당       | 득표율 | 득표수       | 결과 | 당락                 |
| ----------- | ------------------- | ---- | ---------- | ------ | ------------ | ---- | -------------------- |
| 2013년 선거 | 중앙자와 주지사     | 15대 | 민주항쟁당 | 48.82% | 6,962,417표  | 1위  | 중앙자와 주지사 당선 |
| 2018년 선거 | 중앙자와 주지사     | 15대 | 민주항쟁당 | 58.78% | 10,362,694표 | 1위  | 중앙자와 주지사 당선 |
| 2024년 선거 | 인도네시아의 대통령 | 8대  | 민주항쟁당 | 16.47% | 27,040,878표 | 3위  | 낙선                 |